# Svatoňovice
Svatoňovice är en ort i Tjeckien. Den ligger i den östra delen av landet, 230 km öster om huvudstaden Prag. Svatoňovice ligger 526 meter över havet och antalet invånare är 319.
Terrängen runt Svatoňovice är platt norrut, men söderut är den kuperad. Terrängen runt Svatoňovice sluttar österut. Runt Svatoňovice är det ganska tätbefolkat, med 86 invånare per kvadratkilometer. Närmaste större samhälle är Budišov nad Budišovkou, 2,7 km väster om Svatoňovice. Trakten runt Svatoňovice består till största delen av jordbruksmark.